# Parti communiste-ouvrier d'Irak
 (décembre 2016).
Le Parti communiste-ouvrier d'Irak (arabe : الحزب الشيوعي العمالي العراقي, translittération :  Hizb al-Shuyu'i al-'Ummali al-'Iraqi) est une organisation marxiste irakienne fondée en 1993. Autorisé en Irak depuis la chute de Saddam Hussein, le parti dispose également de branches dans la diaspora irakienne.

## Histoire
Fondé en 1993, le Parti communiste-ouvrier d'Irak est né de la fusion de plusieurs groupes communistes, notamment le Courant communiste, la Ligue pour l'émancipation de la classe ouvrière, Lutte unie, Perspectives communistes et Octobre. Le regroupement, opéré sous l'impulsion de Mansoor Hekmat, a été facilité par les relations de longue date que ces groupes entretenaient avec le Parti communiste d’Iran, puis le Parti communiste-ouvrier d'Iran, qui disposait alors de camps militaires dans les montagnes du Kurdistan d'Irak. Il a permis de mettre fin aux divisions, qui avaient affaibli les communistes lors de l'insurrection de 1991 au Kurdistan. 
De 1993 à 2003, le parti a existé de manière clandestine dans le centre et le sud de l'Irak, alors que cette partie du pays était toujours sous contrôle baasiste. Au Kurdistan, son action a été publique jusqu'en 2000, malgré des heurts fréquents avec les partis nationalistes Kurdes au pouvoir. À la suite d'une opération policière de l'Union patriotique du Kurdistan, il est entré dans la semi-clandestinité. Amnesty International a dénoncé les tortures infligées aux militants communistes-ouvriers en détention.
Le 18 avril 1998, à Erbil, Shapoor Abdul-Kadir et Kabil Adil, deux membres de la direction du parti, ont été assassinés par un groupe islamiste, alors qu'ils préparaient un procès contre la fatwa lancée par un prédicateur local contre les dirigeantes de l'Organisation des femmes indépendantes. 
Depuis 2003, il opère de façon publique dans les deux zones, bien qu'il soit toujours proscrit dans la zone contrôlée par l'Union patriotique du Kurdistan. En outre, il dispose d'organisations dans la diaspora irakienne, notamment en Australie, au Canada, en Finlande, en Grande-Bretagne, en Italie, en Norvège, en Suède et en Suisse. 
Le leader actuel du PCOI est Rebwar Ahmed, mais plusieurs autres personnalités publiques comme la féministe Yanar Mohammed, Houzan Mahmoud, ou les syndicalistes Falah Alwan et Qasim Hadi, sont membres de la direction du parti.

### Ligue pour l'émancipation de la classe ouvrière
La Ligue pour l'émancipation de la classe ouvrière est un parti politique irakien, qui a existé de 1991 à 1993, date à laquelle il fusionne avec le Parti communiste-ouvrier d'Irak. Organisation marxiste clandestine, fondée en 1991 en Irak. Issus du Parti communiste irakien, ses fondateurs critiquent celui-ci comme réformiste et nationaliste. Ils sont inspirés par le Parti communiste-ouvrier d'Iran. Une fusion avec le Courant communiste, actif au Kurdistan, a échoué au bout de quelques mois, pour des motifs qui semblent plus personnels que politiques. Mais, sur l'insistance de Mansoor Hekmat, les deux groupes participent à la fusion qui crée en 1993 le Parti communiste-ouvrier d’Irak.
En 1992, plusieurs membres de la direction de la LECO sont emprisonnés et torturés, dont Samir Adil. Ils seront libérés à la suite d'une campagne internationale de soutien, relayée notamment par les syndicats canadiens. Samir Adil est aujourd'hui secrétaire général du Congrès des libertés en Irak.
Parmi les anciens membres les plus connus de cette organisation, il faut également citer Amjad Ali, représentant du Congrès des libertés en Irak pour l'Amérique du Nord ; Layla Muhammad, l'une des dirigeantes de l'Organisation pour la liberté des femmes en Irak ou encore Akram Mohammed Nadir, secrétaire du Syndicat des chômeurs en Irak à Sulaymania.

## Courant Communiste
À l'origine, le Courant communiste est un partisan de l'Albanie d'Enver Hoxha, mais dès le milieu des années 1980 le Courant communiste se rapproche du Parti communiste d’Iran, très critique des pays socialistes. 
En mars 1991, lors de l'attaque américaine contre l'Irak, le Courant communiste estime possible de renverser le régime de Saddam Hussein au Kurdistan. Prenant de vitesse les nationalistes kurdes, il prend l'initiative de l'insurrection à Souleimaniye. Ses groupes armés prennent d'assaut les bâtiments officiels et les bureaux du Parti Baas, avec un important soutien populaire. En même temps, il mène une active campagne pour la création de conseils ouvriers, qui prennent effectivement le pouvoir durant plusieurs semaines, et pour les revendications sociales (35 heures, augmentation de salaires, autogestion...). C'est le début de l'insurrection de 1991 au Kurdistan.
En 1993, sous l'impulsion de l'iranien Mansoor Hekmat, le Courant communiste fusionne avec plusieurs autres groupes d'extrême-gauche irakiens pour devenir le Parti communiste-ouvrier d’Irak.

## Fédération des conseils ouvriers et syndicats en Irak
La Fédération des conseils ouvriers et syndicats en Irak est une organisation syndicale créée et animée par des militants communistes-ouvriers. Son président est Falah Alwan. Le Syndicat des chômeurs en Irak en fait partie. 

### Organisation pour la liberté des femmes en Irak
L'Organisation pour la liberté des femmes en Irak (OLFI), également connue sous son sigle anglophone OWFI (pour Organization of Women's Freedom in Iraq) est une organisation non gouvernementale consacrée à la défense des droits des femmes en Irak. Elle est fondée en juin 2003 par Yanar Mohammed, Nasik Ahmad et Nadia Mahmood. Elle défend la pleine égalité hommes-femmes et la laïcité, et lutte contre l'islamisme et l'occupation américaine. Sa présidente est Yanar Mohammed et sa porte-parole internationale, Houzan Mahmoud, toutes deux membres du comité central du Parti communiste-ouvrier d'Irak.
À l'origine de l'OLFI se trouve l'Organisation indépendante des femmes, active au Kurdistan de 1992 à 2003 malgré la répression gouvernementale et islamiste, et la Coalition de défense des droits des femmes irakiennes, fondée en 1998 par des irakiennes en exil. L'OLFI concentre son action sur la lutte contre la charia, contre les enlèvements et assassinats de femmes et contre les crimes d'honneur. Forte de plusieurs milliers de membres, elle dispose d'un réseau de soutien à l'extérieur, notamment aux États-Unis. Ses militantes et ses dirigeantes ont plusieurs fois fait l'objet de menaces de mort de la part d'organisations islamistes.

### Congrès des libertés en Irak

Logo du Congrès des libertés en Irak : un globe, symbolisant l'Humanité, superposée à la carte de l'Irak et de son réseau fluvial, c'est-à-dire le « Pays des deux fleuves » et les trois lettres IFC.

Le Parti communiste-ouvrier d'Irak est à l'origine du Congrès des libertés en Irak, généralement désigné sous son sigle anglais, IFC (Iraq Freedom Congress). Ce parti politique irakien fondé en mars 2005 regroupe des organisations politiques, syndicales et associatives d'horizons divers. Son secrétaire général Samir Adil, ancien prisonnier politique sous le régime de Saddam Hussein est  membre du bureau politique du Parti communiste-ouvrier d'Irak.
L'IFC prône la démocratie et la laïcité et se réclame du progressisme. Il s'oppose à la fois à l'occupation américaine et à l'islam politique en Irak. Son slogan le plus courant, « Ni chiite, ni sunnite, notre identité est humaine ! L'occupation est l'ennemie de l'Humanité », exprime un refus des divisions ethniques et religieuses. 
Partisan de la résistance civile, appuyé par une forte base syndicale, l'IFC s'oppose à l'usage du terrorisme et privilégie l'action politique et sociale. Il possède sa propre organisation armée, nommée les Forces de sûreté. Il dispose d'une implantation nationale, mais son nombre d'adhérents est inconnu. Il refuse de participer aux élections[Lesquelles ?], dénonçant la fraude électorale massive et les scrutins tenus sous occupation militaire, ce qui ne permet pas de connaître son audience électorale. 
L'IFC édite deux journaux, l'un en langue arabe, dont le titre signifie « Ensemble vers la liberté », l'autre en langue anglaise intitulé Iraq Freedom.  L'IFC dispose également d'un important réseau de solidarité internationale, notamment au Japon et aux États-Unis d'Amérique[réf. souhaitée].
La communication est un enjeu majeur pour le parti communiste-ouvrier d'Irak, du point de vue pratique, parce que  la situation de violence en Irak limite les rencontres directes et les apparitions publiques.  Depuis juin 2007, le Congrès des libertés en Irak dispose également d'une télévision satellite : Sana TV (« La lumière »), développée avec l'aide financière de la gauche japonaise, mais ses locaux ont été saccagés en 2011.

## Positions
Le Parti communiste-ouvrier d'Irak est connu pour sa position de « troisième camp », c'est-à-dire d'opposition à la fois à l'occupation militaire et à la résistance islamo-nationaliste. Il s'est opposé à l'embargo, à la guerre en 2003, et réclame aujourd'hui le départ des troupes de la coalition. Mais il le fait sur la base d'une stratégie civile, en créant des syndicats, en organisant l'auto-défense et la vie sociale dans les quartiers, des mouvements de femmes, des associations. Il s'oppose au gouvernement islamiste, ce qui lui a valu des accrochages avec le Suprême conseil de la révolution islamique en Irak et l'Armée du mahdi, deux formations politiques.

## Groupes issus du Parti communiste-ouvrier d'Irak
En 1999, un groupe de militants est parti former l'Union communiste en Irak. Ce groupe reste, dans ses grands lignes, proche des idées de Mansoor Hekmat, mais il est moins nettement anti-nationaliste et plus proche du léninisme classique. L'un de ses militants a été assassiné par un groupe islamiste en juin 2005. 
En 2004, sous l'influence des débats dans le parti communiste-ouvrier d'Iran, une scission s'est produite, à la fois en Irak et dans les organisations au Canada et en Allemagne. Elle a donné naissance au Parti communiste-ouvrier de gauche en Irak. Lors de cette scission, le Parti communiste-ouvrier d'Irak s'est rapproché du parti communiste-ouvrier d'Iran - Hekmatiste.